# Plaza Alsina
La Plaza Alsina se encuentra ubicada en la ciudad de La Plata, Provincia de Buenos Aires, República Argentina. Tiene un contorno hexagonal y está ubicada en la intersección de las avenidas 1 y 38, y la diagonal 74.
El nombre de «Adolfo Alsina» se le asignó en 1911. Fue urbanizada por ordenanza del 26 de agosto de 1942.
En 1975 se le impone el nombre de los exgobernadores de Buenos Aires, Valentín Alsina y Adolfo Alsina, rindiendo homenaje de esta manera a un padre y su hijo. También a fines de esa década se le hacen trabajos de remodelación, colocando gradas de hormigón, pérgolas de hierro, patinódromos y juegos.
Frente a esta plaza vivió varios años el poeta Almafuerte, quien en 1911 se mudaría a su última casa en avenida 66 n.° 530, donde luego de su muerte se creó el Museo Almafuerte.
Sobre el lado oeste de la plaza está emplazada la Escuela n.° 5 «Coronel de Marina Tomás Espora». La creación de este establecimiento educativo data de 1884 cuando se inauguró como Escuela Elemental de Varones, pero recién en 1905 se muda a su locación actual, cuando su nombre era Escuela Superior Mixta n.° 5. Su nombre actual le fue asignado en 1935, siendo apadrinada por la Escuela Naval Militar de Ensenada.
Entre los monumentos que existen en Plaza Alsina se destaca el monolito en homenaje al «Día Internacional del Enfermero», colocado en el sector sur el 12 de noviembre de 1992. También el 25 de febrero de 2011 se inauguró una ermita con la imagen de Nuestra Señora del Rosario de San Nicolás, a pedido de la feligresía de la parroquia San Antonio de Padua.
Los fines de semana se realiza una feria americana en esta plaza, donde se vende ropa, discos, regalos, comida, libros y antigüedades.

## Enlaces relacionados
- Plazas de La Plata
- La Plata